# Les Printemps de notre vie
Pour plus de détails, voir Fiche technique et Distribution.
Les Printemps de notre vie est un film documentaire suisse réalisé par Francis Reusser et sorti en 2003.

## Fiche technique
- Titre : Les Printemps de notre vie
- Réalisation : Francis Reusser
- Scénario : Francis Reusser
- Montage : Francis Reusser et Emmanuelle de Riedmatten
- Production :  Ciné Manufacture - Le Ciné Atelier - Radio télévision suisse
- Genre : documentaire
- Durée : 120 minutes
- Date de sortie : avril 2003

## Sélections
- Festival international du film francophone de Namur 2003
- Visions du réel 2003